# Schlacht von Mojkovac

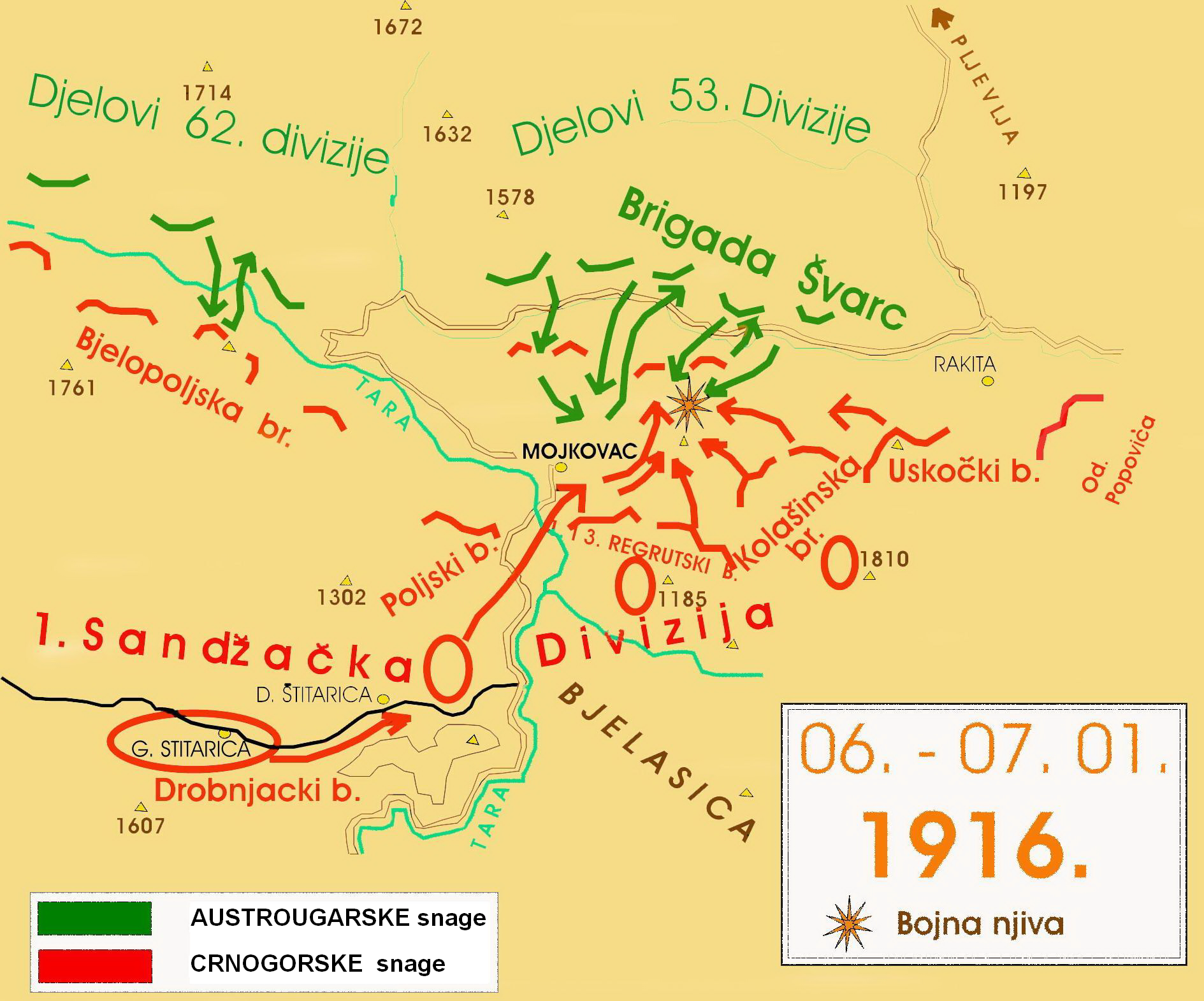
Karte

Die Schlacht von Mojkovac fand während des Ersten Weltkriegs am 6. und 7. Januar 1916 in Montenegro am Oberlauf der Tara in Mojkovac zwischen der Sandžak-Division der montenegrinischen Armee unter Serdar Janko Vukotić und österreichisch-ungarischen Truppen unter Generalmajor Wilhelm von Reinöhl (1859–1918) statt. Die äußerst heftig geführte Schlacht in den winterlich verschneiten Gebirgen zwischen Durmitor und Bijelasica ist durch die Aufopferung der an Mannstärke, Artillerie und Infanteriebewaffnung deutlich unterlegenen Montenegriner, sich dem Vordringen einer großen Streitmacht der österreich-ungarischen Armee entgegenzustellen, welche die Rückzugswege der im Serbienfeldzug der Mittelmächte geschlagenen serbischen 1. und 3. Armee über das Prokletije-Gebirge nach Albanien abschneiden sollte, in den Kontext einer allgemeinen nationalen Heldenerzählung eingegangen.

## Ausgangslage
Die Schlacht von Mojkovac resultierte direkt aus dem Vorgehen der Mittelmächte im Serbienfeldzug 1915, der zum etappenweisen Rückzug der geschlagenen serbischen Armee führte. Die Regierung und das Heer Serbiens hatten sich während der Regierungskonsultationen im November 1915 in Peć dafür entschieden, beim Rückzug die rettende Küste Albaniens auf drei Routen über Montenegro und Albanien zu erreichen. In einem Telegramm erbaten Alexander I., Nikola Pašić und Radomir Putnik von König Nikola I. von Montenegro militärische Unterstützung. Dabei sollte die montenegrinische Armee versuchen, die Österreicher auf ihrem Feldzug in Montenegro aufzuhalten und der serbischen Armee den Durchmarsch nach Skutari zu ermöglichen. Obwohl die Montenegriner ebenso den Rückzug hätten antreten können, blieben diese ihrem Versprechen treu und hielten die Stellungen in Mojkovac.
Das k.u.k. VIII. Armeekorps unter FZM Viktor von Scheuchenstuel, das die zurückweichenden montenegrinischen Expeditionstruppen der Sandžak-Armee aus Serbien verfolgt hatte, hatte einerseits die Aufgabe, diese zu binden, und setzte dafür Teile der 62. und die 53. Infanteriedivision ein. Andererseits sollte es an deren rechtem Flügel vorbeiziehen und sich mit den Truppen des XIX. Korps vereinigen, um so Montenegro in zwei Teile aufzuspalten. Die serbische Armeeführung hatte der Sandžak-Armee die neugebildete Kosovo-Abteilung zugeteilt. Diese sollte mit der Sandžak-Armee den Rückzug der serbischen Hauptstreitmacht der 1. Armee über Montenegro von Peć-Andrijevica-Podgorica-Skadar decken.
Die 62. Infanteriedivision unter FML Kalser von Maasfeld drang ab 27. November 1915 aus dem Raum Višegrad von Norden her in Montenegro ein und drängte die gegnerischen Abwehrkräfte auf eine Linie von Pljevlja (1. Dezember) und Bijelo Polje (16. Dezember) entlang des Flusses Tara zurück. Im Laufe des Dezember wurde dort angehalten, um die Nachschublinien abzusichern. Parallel dazu drang etwas östlicher auch die 53. Infanterie-Truppendivision (FML Heinrich von Pongracz) von Nordosten nach Süden vor.

## Verlauf

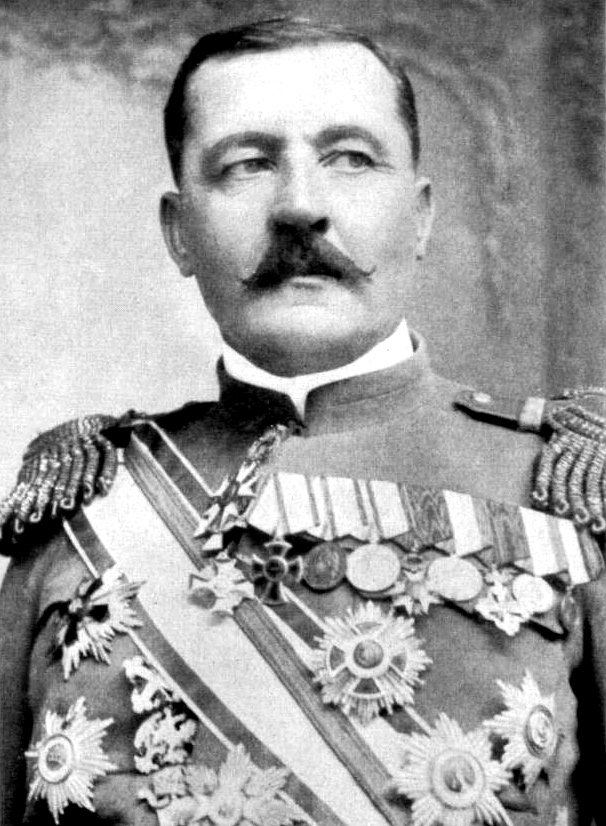
Serdar Janko Vukotić

Nach Wiederaufnahme der Offensive am 5. Jänner 1916 stellte sich die Gruppe des Generalmajor von Reinöhl (Masse der k.k. 205. Landsturmbrigade und 3 Bataillone der Landsturm-Brigade des Generalmajor Karl Schwarz) am linken Flügel der 62. Infanteriedivision bereit, um am folgenden Tag zusammen mit der 53. Infanteriedivision zum Angriff auf Mojkovac überzugehen.
Obwohl die österreichisch-ungarische Armeegruppe unter General Sarkotić von Lovćen im Westen bereits die montenegrinische Hauptstadt bedrohte, hielt Serdar Vukotić weiterhin am Versprechen fest, den Rückzugsweg für die Serben offen zu halten.
Um das weitere Vordringen der k.u.k. Truppen am Tor von Mojkovac zwischen den Hochgebirgsstöcken des Durmitor-Sinjajevina-Plateaus und der Bjelasica aufzuhalten, befahl Serdar Vukotić am 6. Januar, dem Heiligen Abend nach Julianischen Kalender, einen allgemeinen Angriff seiner 6500 Mann starken Armee gegen die gut ausgebaute Stellung der Österreicher auf der Bojna njiva. Daraus entwickelte sich am 7. Januar die Schlacht von Mojkovac am Termin des Weihnachtsfests der orthodoxen Montenegriner, die ihren Höhepunkt im Zusammentreffen der Hauptkräfte beider Armeen in einen äußerst blutigen Kampf mit Bajonetten um die Bojna njiva erreichte. Nachdem die zwei ersten montenegrinischen Angriffe stecken geblieben waren, führte Serdar Vukotić unter der Weisung, dass das Feld unter allen Mitteln einzunehmen sei, seine einzige Reserve, das Drobnjačka-Bataillon, ins Gefecht. Nachdem seine Truppen in die erste Linie der 53. Division eingebrochen waren, nicht jedoch in die zweite, folgte ein allgemeiner Sturmangriff aller drei Gruppen des Bataillons in einer Linie auf die Verteidigungsstellungen. Der Kampf wurde, nachdem das Bataillon auch in die Hauptkampflinie der 53. Division eingedrungen war, in der Entscheidung mit Messern und Bajonetten geführt, woraufhin die k.u.k. Truppen die Bojna njiva fluchtartig verlassen mussten. General Reinöhl entschied sich in der Absicht der Zurückeroberung zum Gegenangriff, wobei er die letzten Reserven seiner 205. Landsturm-Brigade aufbot. Nach dem Scheitern des ersten Angriffs drohte der Armee eine völlige Niederlage, und so stellte der General sich selbst mit gezogenem Schwert in der Hand in die vorderste Reihe und führte die letzten Reserven persönlich ins Feld. Der Kampf bei heftigem Schneetreiben und Nebel auf der Bojna njiva dauerte bis in die Nacht, und die Heftigkeit des Kampfes, in dem beide Armeen ihre letzten Stellungen halten konnten, bildet seither in der montenegrinischen Historiographie eine der bedeutenden Momente der nationalen Selbstbehauptung und Geschichtserinnerung, nicht nur des 20. Jahrhunderts.
Die k.u.k. Truppen hatten in der Schlacht 700 Mann, davon 224 Tote verloren. Ein Weiterkämpfen der 205. Landsturm-Brigade war durch allgemeine Erschöpfung ausgeschlossen.
Generalmajor Reinöhl wurde 1922 für die Tapferkeit an den Kämpfen post mortem das Ritterkreuz des Militär-Maria-Theresien-Ordens verliehen. Der Orden wurde an nur 131 Personen (davon erhielten 110 Personen das Ritterkreuz) vergeben und war der höchstangesehene militärische Orden der k.u.k. Monarchie.

## Folgen
Nachdem am 13. Januar 1916 Cetinje, die Hauptstadt Montenegros, gefallen war, musste König Nikola I. die Kapitulation Montenegros annehmen und flüchtete nach Italien. Ohne die durch den Serdar Vukotić eigenmächtig geführte Schlacht von Mojkovac hätten die Mittelmächte den Rückzug der Serbischen Armee verhindert und diese damit völlig zerschlagen. Aufgrund dieses unerwarteten Widerstandes konnte das sogenannte Tor von Mojkovac für das schnelle Vordringen der Mittelmächte über die in den äußerst unwegsamen Hochgebirge der Südost-Dinariden einzigen gangbaren transversalen Kommunikationslinien im oberen Tara- und Limtal so lange absperren, dass die Rettung der unter äußersten Opfern erfolgten Zwangsevakuierung der serbischen Regierung und Armee über Montenegro und Albanien nach Korfu erfolgreich durchgeführt wurde.

## Nationale Rezeption
Die Schlacht von Mojkovac ist die letzte, die Montenegro in seiner Geschichte ausgetragen hat, und wird aufgrund des hohen Blutzolls bei der völligen Aussichtslosigkeit des wirksamen Widerstandes gegen eine Großmacht von Montenegrinern häufig in eine Reihe mit der Amselfeldlegende gestellt. Vielfältig ist die Schlacht so in die epische Gesangstradition der montenegrinischen Guslaren und in die Prosaliteratur und Dichtung montenegrinischer und serbischer Autoren und Dichter eingegangen. Dem Ereignis wird alljährlich am Denkmal in Mojkovac sowie in Podgorica und Belgrad von Seiten Montenegros wie Serbiens gedacht.
Im nationalen Selbstverständnis ist aus der Aufnahme der "Mojkovačka bitka" als dem Analogon der "montenegrinischen Thermophylen" in den Kanon der epischen zehnsilbigen Dichtung und den Gesängen zum montenegrinischen Nationalinstrument der Gusle durch Hadži Radovan Bećirović Trebješkog ("Mojkovačka bitka", 1927), wie auch als bedeutendem Topos im Kontext der montenegrinischen Literatur, erfolgt. So integrierte Milovan Djilas die Schlacht auch ins Zentrum der Erzählung seines Romans "Crna Gora":

„Diese Armee hat nichts mehr, wohin sie zurückweichen kann, selbst wenn dieses Land größer wäre. Jeder weitere Schritt zurück bedeutet einen ausgelöschten Stamm - und es gibt deren nicht viele, den Verrat eines Jahrhunderts heldenhaften Leids und Anstrengungen, das Abweichen vom einzigen wahrhaften Mythos und eines Epos, das immer noch in der Brust schlägt.“

Als Zeugin der Ereignisse war auch die Tochter von Serdar Vukotić, Vasilija Vukotić (1897–1977), auf dem Schlachtfeld. Vasilija begleitete ihren Vater häufig an der Front, aus welchem Grund er das wollte, ist nicht bekannt. Vasilija, die auf dem Schlachtfeld von Mojkovac als Ordonnanz die Befehle des Vaters an die Truppe weiterleitete, überlieferte auch die später berühmt gewordenen Worte ihres Verwandten Đure Vukotića am Heiligen Abend vom 6. Januar 1916. Während das traditionelle orthodoxe Weihnachtsfeuer von ihrem Vater den Offizieren und Soldaten vor dem Haus, in dem der Stab residierte, angezündet wurde, hielt Vasilija als einzige anwesende Frau die Opfergaben des Festes, gekochten Weizen und eine Kerze. Sie notierte später die Aussagen der montenegrinischen Befehlshaber für den eigentlichen Grund zur Entscheidung, die k.u.k. Armee am nächsten Morgen zu einer entscheidenden Schlacht herausfordern: „Der Kampf breitet sich aus wie Feuer, die serbische Armee hat sich absetzen können - wenn wir alle umkommen, dann bleibt so jemand, der uns rächt und der das deutsche Feuer austritt. Keines brannte noch bis zum Morgengrauen“.
Vasilija gab auch der Schlacht und den daraus abgeleiteten militärischen Epilog an der Salonikifront ihren weit aus bekanntesten Ausdruck:

„Ohne den blutigen Heiligen Abend in Mojkovac hätte es keine Auferstehung auf dem Kajmakčalan gegeben.“